# Dorian Gray (1917)
Dorian Gray ist ein 1917 in ungarischer Sprache gedrehter Österreich-ungarischer Stummfilm mit Bela Lugosi in einer Hauptrolle. Der ungarische Originaltitel bedeutet übersetzt König des Lebens.

## Handlung
Dorian Gray ist ein ebenso willensschwacher wie attraktiver Jüngling, dem sein Äußeres über alles geht. Die Frauen sind ihm verfallen, und nur allzu leicht könnte er jede haben. Doch er weist viele zurück, und seine Moral und sein Charakter zeichnen starke Defizite aus. Als Dorian sich eines Tages im Atelier des Malers Basil Hallward porträtieren lässt, macht der Schönling die Bekanntschaft von Lord Henry Wotton. Dieser ist ein durch und durch zynischer Manipulator. Er ist fasziniert von Dorians Anziehungskraft und beginnt ihn für ein grausames Spiel zu ge- und missbrauchen. Von nun an lenkt er mit seinen suggestiven Kräften und einer diabolischen Lust für Verderbnis das Lebensschicksal Dorian Grays. Watton überzeugt Dorian von seiner hedonistischen Lebensweise und suggeriert ihm sogar, dass, wenn er sich einzig dem Lustprinzip hingebe und sich jedem ihm begegnenden Leid verschließe, er niemals altern würde. Dies würde ihm das von Basil gemalte Gray-Gemälde abnehmen.
Dorian begibt sich ganz in die Fänge des teuflischen Lords und verspielt die aufrichtige Liebe der zauberhaften Schauspielerin Sybill, der bisherigen Freundin des Malers. Dorian kann und will ihre Liebe nicht erkennen. Während er sich auf einem See bei einer Bootspartie mit der Herzogin von Marlborough verlustiert, ertränkt sich die vor Liebesschmerz kranke Sybill in selbigem Gewässer. Henry Watton verhindert, dass Dorian über ihren Tod nachdenken kann und treibt ihn stattdessen zu immer größeren, immer intensiveren Ausschweifungen. Erst in den seltenen Stunden kurzzeitigen Alleinseins beginnt Dorian Gray sein Leben zu überdenken, und in einem Moment der Neugier zieht er das sein Gemälde verhüllende Tuch herunter, um sein eigenes Bildnis zu betrachten. Erschrocken muss er feststellen, wie er im Gemälde altert und sich allmählich sein Gesicht zu einer entstellenden Fratze verzerrt. Als ihn Basil eines Tages darum bittet, sein Bildnis für eine Ausstellung ausleihen zu dürfen, umklammert Dorian es schreckensbleich. Niemand soll seine Alterung auf dem Gemälde feststellen! Um sich seines Geheimnisses für immer sicher zu sein, lockt er den Maler sogar auf den Dachboden hinauf, nur um ihn von dort in die Tiefe zu stürzen. Mit zerschmetterten Gliedern bleibt Basil Hallward am Boden liegen.
Von jetzt an gibt es nur noch eine einzige Liebeschance für den Verdammten. Doch auch die tiefe Zuneigung der Müllerstochter Hetti weist Dorian zurück, und auch diese nimmt sich, angesichts der Tatsache, dass der moralisch zutiefst verdorbene Jüngling nur mit ihr gespielt hatte, das Leben. Mit jeder weiteren Untat zwingt eine innere Stimme Dorian geradezu, einen Blick auf das verhangene Bildnis zu werfen, und immer mehr muss er erkennen, wie sehr sich sein Äußeres zu deformieren beginnt und sich die Boshaftigkeit Henry Wottons in seinen Gesichtszügen niederschlägt. Dorian Grays Niedergang ist rasant. Er versucht, sein elendiges Dasein mit der Einnahme von Opium zu betäuben und treibt sich, oft in Begleitung Lord Henrys, in finsteren, schmutzigen Kaschemmen herum. Eines Tages gerät er dort in die Fänge des Matrosen Jim. Dieser möchte ihn am liebsten niederstechen, da er Gray für den Freitod seiner Schwester Sybill verantwortlich macht. Ein fremdes Mädchen kommt Dorian zur Hilfe und reicht ihm ein Messer zur Verteidigung. Lord Wotton gerät in den Zweikampf und wird von Grays Messerstich tödlich verletzt.
Dorian Gray stürzt aus der Spelunke und eilt nach Hause, wo ihn bereits die Herzogin von Marlborough erwartet. Doch er ist derart durcheinander von den Ereignissen, die in jüngster Zeit sein Leben mächtig durcheinandergewirbelt haben, dass er kein Interesse an einem Liebestechtelmechtel mit ihr hat. In Grays Kopf wirbeln Stürme, all seine Gedanken, all seine Sinne sind verwirrt. Er stürzt auf das Gemälde, sieht voller Bestürzung den alten, bösartigen Mann im Bildnis gegenüber und entdeckt auch dessen blutbefleckten Hände. Dorian ergreift den Dolch und sticht wie ein Besessener auf das Ebenbild ein. Doch mit jeden Stich auf sein alter ego trifft er sich selbst und tötet sich dadurch. Der Dorian auf dem Bild gewinnt seine Jugend zurück, der Tote am Boden ist zum Greis gealtert. Und die Schatten der durch Dorian Grays Lebensweise vernichteten Leben flattern über den blutigen Leichnam des Sünders. 

## Produktionsnotizen
Dorian Gray entstand 1917 in Budapest, besaß eine Länge von vier Akten und wurde am 21. Januar 1918 in der ungarischen Kapitale aufgeführt. Im Rahmen einer Separatvorführung im Wiener Haydn-Kino konnte man den Film in einer deutschsprachigen Fassung bereits am 5. November 1917 erstmals sehen.
Bela Lugosi nannte sich damals noch Arisztid Olt. Die Bauten stammen von Stefan Lhotka, der damals in seiner Heimat noch als Lhotka Szirontai geführt wurde. 

## Kritik
„Der Inhalt dieses Dramas ist bis auf einige Variationen dem berühmten Roman Wildes entnommen.“